# جانگ جی جونگ
جانگ جی جونگ (张纪中 ،Zhang Ji Zhong) تهیه‌کننده و کارگردان چینی سریال‌های تلویزیونی است. او همچنین بازیگر فیلم و سریال تلویزیونی هم است. او سال ۱۹۵۱ در بی جینگ، چین به دنیا آمد.

## فیلم‌ها و سریال‌های تلویزیونی
- ۱۹۹۴
  - سان گوئو ین ئی
- ۱۹۹۶
  - شویی خو چوئن
- ۲۰۰۱
  - افسانه شجاعان
- ۲۰۰۲
  - چینگ ئی
- ۲۰۰۳
  - جی چینگ ران شائو دو سویی دوئه
  - نیمی خدایی و نیمی شیطانی
  - افسانه عقاب‌های مبارز
- ۲۰۰۴
  - قهرمان یُونگ لُو
- ۲۰۰۶
  - بازگشت عقاب‌های مبارز
- ۲۰۰۷
  - شمشیر آلوده به خون سلطنتی
- ۲۰۰۸
  - سلطان آهو سوار
  - دا تانگ یُو شیا جوئن